# Willem Hendrik Feije van Heemstra
Willem Hendrik Feije baron van Heemstra (Deinum, 26 april 1842 – Den Haag, 19 augustus 1920) was een Nederlandse burgemeester en lid van de Provinciale Staten.

## Loopbaan
Van Heemstra was een lid van de familie Van Heemstra en een zoon van de advocaat mr. Balthazar Theodorus van Heemstra (1809-1870) en jkvr. Anna Catharina Louisa Hillegonda van Cammingha (1814-1900). Hij werd op 22 augustus 1867 geïnstalleerd als burgemeester van Harlingen en in 1883 volgde zijn benoeming tot burgemeester van Deventer. Verder was hij lid van de Provinciale Staten voor de provincie Overijssel. Van Heemstra werd benoemd tot Ridder in de Orde van de Nederlandse Leeuw. In Deventer is naar hem de 'Burg. van Heemstralaan' vernoemd.

## Huwelijk
Van Heemstra trouwde in 1870 met Agatha Louisa Strick van Linschoten (1844-1897), dochter van Statenlid jonkheer mr. Jan Pieter Strick van Linschoten en Johanna Louisa Maria Juliana van Diemen. Met haar had hij een zoon. Na haar overlijden hertrouwde Willem Hendrik in 1906 met Anne Antoinette Roodenburg (1863-1933).
1. mr. dr. Balthazar Theodorus van Heemstra (1872-1949), trouwde met Arnolda Constance Calkoen en hertrouwde met Johanna Roelina Maria Gesiena Swaan. Hij was griffier van achtereenvolgens de kantongerechten Bolsward, Heerenveen en Nijmegen.[2]